# Ángel Cabrera (naturalista)
Ángel Cabrera y Latorre (Madrid, 19 febbraio 1879 – La Plata, 8 luglio 1960) è stato uno zoologo spagnolo.

## Biografia
Nato a Madrid, studiò presso l'università locale. A partire dal 1902 lavorò al Museo Nazionale di Scienze Naturali, per conto del quale effettuò alcuni viaggi alla ricerca di campioni museali in Marocco.
In 1925 Cabrera si trasferì in Argentina, ove trascorse il resto della vita. Fu a capo del Dipartimento di Paleontologia dei Vertebrati al Museo de la Plata ed effettuò spedizioni naturalistiche in Patagonia e nella Provincia di Catamarca.
Tra le sue opere la più celebre è South American Mammals (1940).